# Стадион ассоциации крикета штата Махараштра
Стадион ассоциации крикета штата Махараштра (англ. Maharashtra Cricket Association Stadium, маратхи महाराष्ट्र क्रिकेट असोसिएशन स्टेडियम) — международный крикетный стадион в Пуне. Ассоциация крикета штата Махараштры является владельцем стадиона и одновременно управляющей компанией.
Этот стадион является домашним для сборных штата Махараштра, в том числе женской команды. Здесь располагается штаб-квартира ассоциации крикета штата Махараштра (MCA). Стадион расположен на окраине города Пуна в деревне Гахундже, недалеко от скоростной автомагистрали Мумбаи-Пуна. Этот стадион является одним из важнейших в Индии. До строительства этого стадиона, матчи в Пуне проходили на стадионе «Неру» в центре города.
Стадион был спроектирован Майклом Хопкинсом. Вместимость — 37000-42700 человек. Форма арены напоминает глубокую чашу. В декабре 2012 года на этом месте состоялся первый международный матч. 
1 апреля 2012 года президент Международного совета крикета Шарад Павар объявил об открытии стадиона. Первый матч состоялся в декабре 2011 года, в нём сыграли команды штатов Химачал-Прадеш и Махараштры в рамках «Ранджи Трофи». В апреле 2012 года здесь прошла первая игра Индийской премьер-лиги между «Пуна Уорриорз» и «Кингс XI Пенджаб». Первый международный матч в формате Твенти20 прошёл в декабре 2012 года между Индией и Англией, в первый тестовый матч состоялся в феврале 2017 года.
На арене запланировано проведение пяти игр чемпионата мира 2023 года, включая матч Индия — Бангладеш.

## История
Церемония закладки фундамента была проведена на строительной площадке 21 октября 2007 года при участии президента Совета по контролю за крикетом Индии (BCCI) Шарада Павара. Ассоциация крикета штата Махараштра заключила контракт на строительство с компанией «Shapoorji Pallonji & Co. Ltd» в ноябре 2009 года. Работы начались 14 ноября 2007 года.
Стадион спроектирован британским архитектором Майклом Хопкинсом из компании «Hopkins Architects». Первоначальный сроком реализации проекта называли ноябрь 2010 года, а стоимость оценивали в 1,5 миллиарда индийских крон. Строительство стадиона велось с 2010 по 2012 годы, и в ходе строительства возникали различные проблемы. Хотя утверждается, что большая часть стадиона построена, заключительный этап строительства ещё не завершён, 75 % трибун не имеют крыши, а финальный этап строительства не начался по состоянию на сентябрь 2023 года.
Ассоциация крикета штата Махараштра намеревалась провести здесь матчи чемпионата мира 2011 года, но из-за задержки в ходе строительства не смогла это сделать.
Стадион оснащён газоном вида Свинорой пальчатый (Бермудской травой).
Стадион и расположение сидений были спроектированы таким образом, чтобы обеспечить беспрепятственный обзор с каждой точки арены. Самой важной особенностью этого стадиона является система отвода дождевой воды. Чтобы решить проблему прерывания матчей из-за ливневых дождей, ассоциация крикета штата Махараштра решила выбрать строительство поля на основе песка, разработанного при техническом содействии STRI Limited. Благодаря этой технологии даже во время сильного ливня вода быстро сливается.
Стадион был открыт на церемонии президентом Международного совета крикета и министром сельского хозяйства страны Шарадом Паваром 1 апреля 2012 года. На церемонию были приглашены главный министр Махараштры Притхвирадж Чаван и заместитель премьер-министра Аджит Павар.
В 2013 году индийская компания Sahara India Pariwar выкупила права на название стадиона, в результате чего он был переименован в «Стадион Субрата Рой Сахара». Однако название было возвращено, поскольку компания заплатила только часть из обещанных 2 миллиардов индийских рупий.
Перед официальным открытием 21 декабря 2011 года на стадионе состоялся матч в рамках «Ранджи-трофи» между командами штатов Химачал-Прадеш и Махараштры, а также несколько тренировочных игр. В ноябре 2015 года стадион получил право проводить Тестовые матчи. В феврале 2017 года здесь состоялся первый Тестовый матч между Индией и Австралией.
На арене проходило множество внутренних турниров, в том числе «Ранджи-трофи», игры Индийской премьер-лиги, женский «Челлендж» в формате Твенти20.
В 2023 году здесь состоялся первый сезон Премьер-лиги штата Махараштра, в которой участвовали шесть команд. В январе 2016 года на стадионе состоялся финал турнира «Ранджи-трофи», а в следующим году здесь сыграли полуфинал того же турнира между Дели и Бенгалией.
До постройки стадиона, основным стадионом пуны был «Неру», который располагался в центре города. После открытия, с 2012 года новый стадион стал домашней ареной для команды Индийской премьер-лиги «Сахара Пуна Уорриорз». Здесь также на протяжении целого сезона играла команда «Ченнаи Супер Кингз». В сезоне 2016/17 годов стадион был домашним для «Райзинг Пуна Супергигант». В 2022 году на этом стадионе прошли множества игр Индийской премьер-лиги.
На стадионе ассоциации крикета штата Махараштра будут проведены пять матчей чемпионата мира 2023 года, в том числе игра между Индией и Бангладеш. Чемпионат мира здесь должен был пройти раньше, но в 2011 году стадион не был достроен в срок. Несмотря на это, в Пуне на стадионе «Неру» прошли игры в рамках чемпионатов мира 1987 и 1996 годов.